# فيديريكو بيازا
فيديريكو بيازا (بالإيطالية: Federico Piazza)‏ هو لاعب كرة قدم إيطالي في مركز الوسط، ولد في 2 مارس 1987 في ألبينجا في إيطاليا. شارك مع منتخب إيطاليا تحت 17 سنة لكرة القدم ومنتخب إيطاليا تحت 19 سنة لكرة القدم. أما مع النوادي، فقد لعب مع إيه سي ميلان ونادي كريمونيسي ونادي لو تشو دي فوندز.